# Missouri Tigers

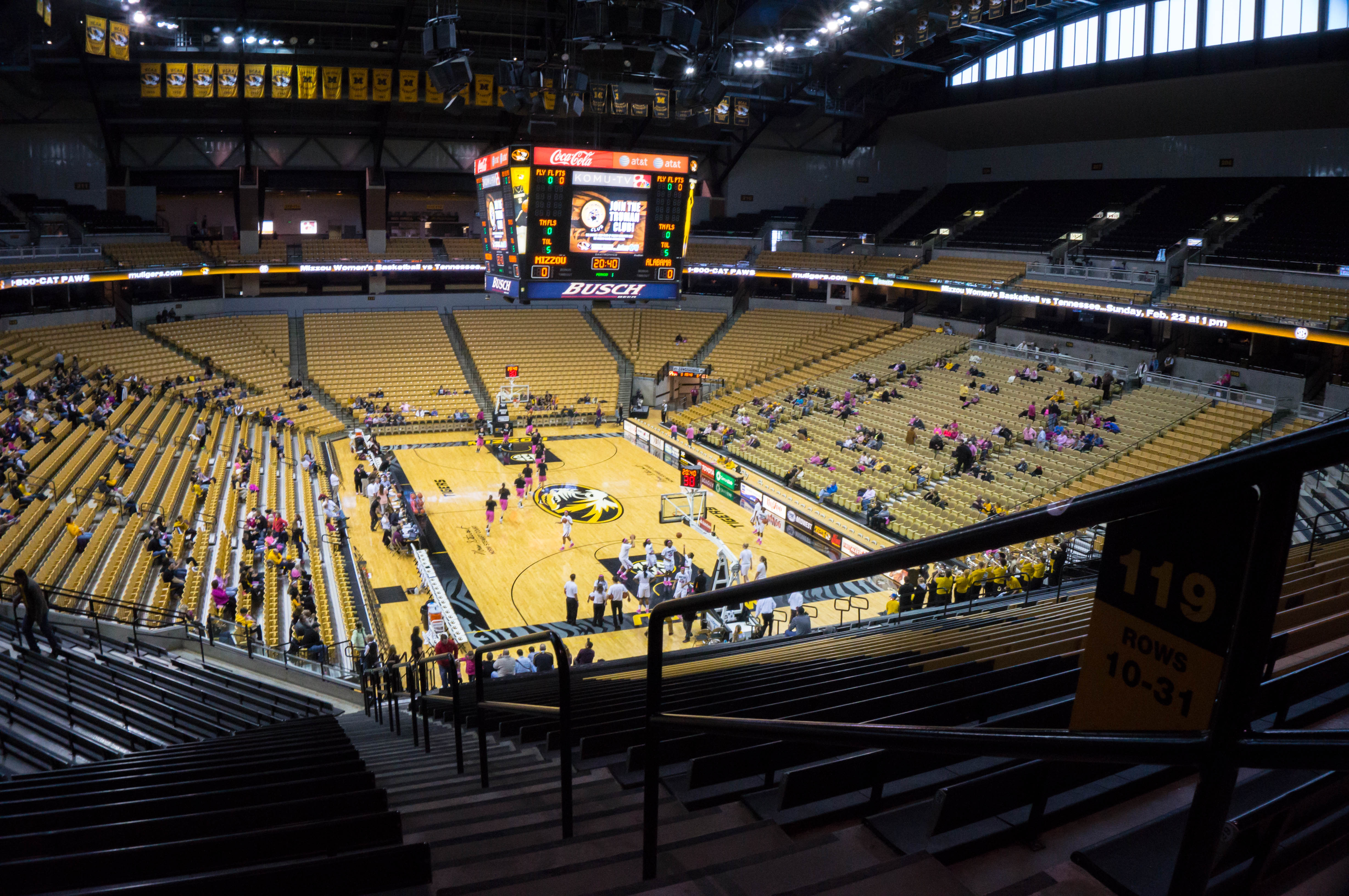
Mizzou Arena.

Missouri Tigers (español: Tigres de Misuri) es el nombre de los equipos deportivos de la Universidad de Misuri en Columbia (Misuri). Todos los equipos de los Tigers participan en las competiciones universitarias de la NCAA en la Southeastern Conference, excepto el de lucha, que lo hace en la Big 12 Conference.

## Apodo
Su sobrenombre proviene de una banda armada, llamada precisamente Missouri Tigers, la cual, en 1854, protegió la ciudad de Columbia de las guerrillas confederadas durante la Guerra Civil.
Los equipos femeninos son a veces conocidos como las Lady Tigers.

## Programa deportivo
Los Tigers tienen los siguientes equipos oficiales:
| - Masculino - Baloncesto - Cross - Golf - Natación y Saltos de trampolín - Atletismo - Béisbol - Fútbol americano - Lucha | - Femenino - Baloncesto - Cross - Golf - Natación y Saltos de trampolín - Atletismo - Sófbol - Fútbol - Gimnasia - Tenis - Voleibol |